# Cảnh sát đặc nhiệm (phim truyền hình)
Cảnh sát đặc nhiệm (tiếng Anh: Courage, Loyalty, Integrity, Fairness (viết tắt C.L.I.F.); tiếng Trung: 警徽天職) là phần 1 của loạt phim truyền hình về thủ tục cảnh sát C.L.I.F do Mediacorp sản xuất năm 2011 với sự hợp tác của Lực lượng Cảnh sát Singapore. Phim gồm 20 tập với sự tham gia của các diễn viên chính Trịnh Bân Huy, Thích Ngọc Vũ, Bạch Vi Tú, Đồng Băng Ngọc, Huỳnh Tuấn Hùng và Lý Mỹ Linh cùng đông đảo dàn diễn viên phụ phát sóng từ ngày 31 tháng 5 đến ngày 27 tháng 6 năm 2011 trên Channel 8.

## Sơ lược nội dung
C.L.I.F. lấy Hội nghị thượng đỉnh an ninh quốc tế sắp diễn ra để làm bối cảnh xuyên suốt 20 tập phim. Bộ phim với nhiều vụ án lớn nhỏ đan xen công việc và cuộc sống của các cảnh sát.
Mở đầu bộ phim, Bộ trưởng Ngoại giao tiếp một phái đoàn đến viếng thăm và họp mặt tại một câu lạc bộ gôn. Một thùng rác ở bãi đậu xe ngoài trời bất ngờ phát nổ và bốc khói nghi ngút, hai cảnh sát của đồn cảnh sát địa phương là Trương Quý Tường và Hàn Hiểu Dương đã chứng kiến vụ việc khi đang tuần tra.
Cùng lúc đó, nhiều công nhân tụ tập bên ngoài tòa nhà thương mại hô khẩu hiệu đòi tăng lương thu hút nhiều sự chú ý và ngày càng nhiều người tham gia. Điều tra viên Đường Diệu Giai và Liêu Tâm Di lập tức đến và cố gắng xoa dịu tình hình. Lúc này, một tên cầm đầu bất ngờ hô to khẩu hiệu chống đối, gây náo loạn. Đường Diệu Giai nghi ngờ một người đàn ông là Mã Gia Toàn đã lợi dụng tình trạng bất ổn của người lao động để tổ chức cuộc biểu tình.
Trên một hòn đảo nhỏ cách đó hàng trăm km, Bộ phận Cảnh sát biển nhận được tin báo của người dân địa phương khi nghe thấy có tiếng nổ lạ. Chỉ huy tàu tuần tra Chương Sầm Lâm cùng các đồng nghiệp đến hòn đảo để kiểm tả; họ tìm thấy một số mảnh vỡ bom còn sót lại sau vụ nổ trong rừng trên đảo; Chương Sầm Lâm nghi ngờ có ai đó đang tiến hành thử nghiệm bom.
Chung Dịch Đạt của Phòng Điều tra Đặc biệt đến bên ngoài câu lạc bộ để điều tra, từ chất nổ được tìm thấy tại hiện trường nên biết được uy lực của quả bom không lớn. Vì ngoại trưởng của nhiều quốc gia khác nhau tụ tập trong câu lạc bộ vào thời điểm đó, nên không thể loại trừ khả năng mục tiêu của bọn tội phạm là các quan chức.
Ngay sau đó, một đoạn video đã được đăng tải trên mạng quay lại cảnh một người đàn ông đeo mặt nạ bị trói, gần đó có một quả bom hẹn giờ, chủ nhân đoạn video đưa ra thời hạn thách thức cảnh sát giải cứu nạn nhân.
Những người đứng sau âm mưu này là ai? Họ có liên hệ với những kẻ khủng bố quốc tế không? Hay một nhóm người quá khích bất mãn chính quyền lợi dụng tình hình để làm loạn nhằm gây khó xử cho chính phủ trong lần giao lưu quốc tế này? Lực lượng Cảnh sát Singapore phải tìm ra sự thật trước khi quả bom phát nổ.

## Diễn viên và vai diễn

### Nhân vật chính
| Diễn viên       | Vai diễn         | Thông tin |
| --------------- | ---------------- | --- |
| Trịnh Bân Huy   | Chung Dịch Đạt   | Cấp bậc: ASP Đội trưởng đội B tại Phòng Điều tra Đặc biệt (SIS) thuộc Bộ phận Cảnh sát Trung tâm của Cục Điều tra hình sự (CID). Anh được đồng nghiệp kính trọng và từng công tác tại Bộ phận Cảnh sát Biển và Bộ Tư lệnh An ninh. Năm 9 tuổi, cha anh tự tử sau một thất bại trong kinh doanh. Anh cùng với mẹ được một cảnh sát và cũng là một người bạn tốt của cha anh chăm sóc, nhờ đó đã tác động đến việc lựa chọn nghề nghiệp của anh.                             |
| Thích Ngọc Vũ   | Đường Diệu Giai  | Cấp bậc: SI Cảnh sát điều tra cao cấp tại Đơn vị Điều tra Hình sự (HI) thuộc Bộ phận Cảnh sát Tanglin. Mồ côi cha mẹ từ năm 7 tuổi, anh mất cha mẹ trong một vụ tai nạn xe cộ và có một người anh trai nhưng không mấy thân thiết. Bên trong vẻ ngoài lạnh lùng, xa cách của anh là một trái tim nhân hậu và sự cống hiến hết mình để đưa tội phạm ra trước công lý, giúp đỡ những người vô tội, bị áp bức.                                                                |
| Bạch Vi Tú      | Liêu Tâm Di      | Cấp bậc: ASP Cảnh sát điều tra cao cấp tại HI, đồng nghiệp thường phối hợp với Đường Diệu Giai trong chi cục điều tra. Cô xuất thân từ một gia đình có hôn nhân tan vỡ và sống gần gũi với ông bà, họ đã nuôi dạy cô nên người. Cô có tính cách hoạt bát năng động và dễ gần. |
| Đồng Băng Ngọc  | Chương Sầm Lâm   | Cấp bậc: ASP Từng là cảnh sát cấp cao chỉ huy tàu tuần tra tại Bộ phận Cảnh sát Biển (PCG) trước khi chuyển đến SIS. Cô có nhiều cống hiến và tham vọng, quyết tâm ghi dấu ấn của mình trong một nghề nghiệp do nam giới thống trị. |
| Huỳnh Tuấn Hùng | Trương Quý Tường | Cấp bậc: Trung sĩ Cảnh sát tại đồn khu vực Kampong Java thuộc Bộ phận Cảnh sát Tanglin. Dù có cái nhìn bi quan và cách làm việc có phần thiếu sáng suốt nhưng anh thực sự là người có năng lực và trí thông minh, đồng thời có tinh thần trách nhiệm và sự tận tâm cao. Do xuất thân từ tầng lớp lao động và lớn lên trong khu vực có nhiều tội phạm, anh có định kiến với tầng lớp thượng lưu giàu có.                                                                    |
| Lý Mỹ Linh      | Hàn Hiểu Dương   | Cấp bậc: Hạ sĩ Cô là cảnh sát mới vào nghề được phân công làm đồng nghiệp cùng khu vực với Trương Quý Tường, có khao khát được làm việc trong CID. Do mới vào nghề và ham học hỏi mọi thứ, cô khó chịu trước sự bi quan của Trương Quý Tường. Cô xuất thân từ một gia đình giàu có, bị buộc phải học kinh doanh ở trường đại học để có thể tiếp quản công việc kinh doanh của gia đình. Cô bỏ học đại học khiến cha mẹ cô thất vọng và rồi cô gia nhập lực lượng cảnh sát. |

### Các nhân vật khác trong lực lượng cảnh sát
| Diễn viên       | Vai diễn           | Thông tin                                                                                      |
| --------------- | ------------------ | ---------------------------------------------------------------------------------------------- |
| Trần Thái Minh  | Dư Trung Nam       | Cấp bậc: SSI(2) Cảnh sát tại SIS và là cấp dưới đáng tin cậy của Chung Dịch Đạt.               |
| Lâm Tuệ Linh    | Moon Lưu Nguyệt Mỹ | Cấp bậc: Insp Điều tra viên đội pháp y và là bạn của vợ chồng Chung Dịch Đạt.                  |
| Tạ Mỹ Ngọc      | Ngô Bội Như        | Cấp bậc: Insp Bạn và là đồng nghiệp của Chương Sầm Lâm ở PCG.                                  |
| Trần Truyền Chi | Tống Cao Đức       | Cấp bậc: DAC Sĩ quan chỉ huy thuộc Bộ phận Cảnh sát Tanglin.                                   |
| Trần Lệ Trinh   | Tư Đồ Yến          | Cấp bậc: Cảnh ti Cảnh sát đứng đầu HI thuộc Bộ phận Cảnh sát Tanglin.                          |
| Hứa Lập Hoa     | Trịnh Chí Hồng     | Cấp bậc: DSP Sĩ quan chỉ huy tại đồn khu vực Kampong Java và là cấp trên của Triệu Quốc Hoàng. |
| Trần Bang Quân  | Triệu Quốc Hoàng   | Cấp bậc: SSI Đội trưởng trong đội của Trương Quý Tường và Hàn Hiểu Dương.                      |
| Trần La Mật Âu  | Hứa Văn Hùng       | Cấp bậc: Trung sĩ Đồng nghiệp và là hậu bối của Trương Quý Tường tại đồn khu vực Kampong Java. |
| Huỳnh Dục Giáp  | Phó Tú Phương      | Cấp bậc: SI Cấp dưới của Triệu Quốc Hoàng.                                                     |
| William Lawandi | Diệp Vinh Quang    | Cảnh sát đứng đầu SIS thuộc Bộ phận Cảnh sát Trung tâm của CID.                                |

### Các nhân vật khác
| Diễn viên               | Vai diễn                    | Giới thiệu                                                                           | Tập xuất hiện            |
| ----------------------- | --------------------------- | ------------------------------------------------------------------------------------ | ------------------------ |
| Phan Thục Khâm          | Từ Vịnh Mai                 | Vợ của Chung Dịch Đạt.                                                               | 1, 3-5, 8, 13, 20        |
| Trần Quýnh Giang        | Từ Văn Bân                  | Bạn trai / Hôn phu của Chương Sầm Lâm.                                               | 1-3, 5, 9-10, 13, 15, 20 |
| Lâm Vĩ Đức              | Lý Văn Quảng                |                                                                                      | 1-5, 8-10, 14-15, 19-20  |
| Âu Tông Cường           | Lưu Hạo Minh                |                                                                                      | 1-5, 8-10, 14-16, 19-20  |
| Tăng Tuệ Linh           | Trần Nhã Khiết              |                                                                                      | 1-4, 9, 14-15, 19-20     |
| Vu Ân                   | Hồng Lệ Mai                 |                                                                                      | 1-3, 5-7, 10-12, 16-20   |
| Kha Tông Diệu           | Tạ Hào Hùng                 |                                                                                      | 1-3, 5-7, 10-12, 16-20   |
| Hồ Khang Lạc            | Chung Tiểu Phong            |                                                                                      | 1, 3, 8, 13, 20          |
| Vương Tuấn Hùng         | Đới Vĩ Hoằng                |                                                                                      | 1-3                      |
| Lương Trác Sinh         | Tào Kế Hồng                 |                                                                                      | 1-3                      |
| Phương Vỹ Kiệt          | La Siêu Long                |                                                                                      | 1, 3                     |
| Chiêm Kim Tuyền         | Lâm Văn Long                | Đồng nghiệp cũ của Chung Dịch Đạt trong Bộ Tư lệnh An ninh. Chồng của Phó Tú Phương. | 1, 10                    |
| Đoàn Vĩ Minh            | Mã Gia Toàn                 |                                                                                      | 1                        |
| Quách Tấn Hào           | La Thanh Hãn                |                                                                                      | 2-5                      |
| Hà Bồi Bân              | Diêu Triển Minh             |                                                                                      | 2-5                      |
| Trần Thiên Tường        | Liêu Hiển Xương             | Ông nội của Liêu Tâm Di.                                                             | 2, 8, 10, 17, 19         |
| Vương Trí Quốc          | Đường Diệu Thành            | Anh trai của Đường Diệu Giai.                                                        | 3, 8, 16-17              |
| Nhan Hiếu Huyền         | Tào Chí Long                |                                                                                      | 3                        |
| Trịnh Khải Tâm          | Tiểu Vy                     |                                                                                      | 4-5                      |
| Shahril Bin Kahar       | Matius                      |                                                                                      | 4-5                      |
| Chanel Ellisyah         | Farah Alatas                |                                                                                      | 4                        |
| Jennifer Ocampo Soriano | Adinda Perkasa              |                                                                                      | 4                        |
| Thái Long               | Lưu Dũng Chính              |                                                                                      | 5, 9, 11, 14             |
| Trần Kiệt Lạc           | Ổ Vĩnh Kiện                 |                                                                                      | 5-8                      |
| Tô Tài Trung            | Ổ Khải Hoa                  |                                                                                      | 6-7                      |
| Đổng Phúc Lai           | Dư Thiên Bảo                |                                                                                      | 7                        |
| Ông Cối Tinh            | Trần Trân Ni                |                                                                                      | 8-9                      |
| Chung Nhạn Thì          | Vương Vĩnh Thái             |                                                                                      | 8-10                     |
| Thành Kiện Huy          | "Ngô Công" Trương Hữu Nhân  |                                                                                      | 8-10                     |
| Trần Tường              | "Đầu Phong" Huỳnh Đại Cường |                                                                                      | 8-10                     |
| Thái Sảnh Bào           | "Đao Ba" Trương Lương Dân   |                                                                                      | 8-10                     |
| Trần Địch Gia           | Tammy                       |                                                                                      | 8                        |
| Lương Khải Do           | Trần Nghiệp Trung           |                                                                                      | 10-11, 13                |
| Đỗ Huệ Phinh            | Từ Thục San                 |                                                                                      | 10-11                    |
| Khương Soái             | Trương Dao                  |                                                                                      | 10-11                    |
| Phùng Cẩn Du            | Lương Tuyết Nhu             |                                                                                      | 10-12                    |
| Hồng Thánh An           | Trịnh Cẩm Lương             |                                                                                      | 11                       |
| Trần Chỉ Vưu            | Thẩm Mỹ Kỳ                  |                                                                                      | 11                       |
| Trần Nguyệt Thường      | Tôn Lập Đình                |                                                                                      | 12                       |
| Vương Dụ Hương          | Lâm Hân Huệ                 |                                                                                      | 13-15                    |
| Lý Nhạc Kiệt            | Thẩm Vĩ Trung               |                                                                                      | 14-15                    |
| Lý Xí Dương             | Lý Trí Minh                 |                                                                                      | 14-15                    |
| Ngô Khai Thâm           | An Chính Nguyên             |                                                                                      | 15, 17, 19-20            |
| Tăng Thi Mai            | Lâm Huệ Nghi                |                                                                                      | 16-18                    |
| Điền Minh Diệu          | Diệp Chí Cường              |                                                                                      | 16-18                    |
| Ngô Côn Minh            | Trần Đông Lai               |                                                                                      | 16-18                    |
| Lạc Dao                 | Kim Tố Lợi                  |                                                                                      | 18-20                    |
| Ngũ Lạc Nghị            | Hàn Tuấn Cơ                 |                                                                                      | 18                       |
| Lý Văn Hải              | Liêm Thế Ân                 |                                                                                      | 19                       |

## Thông tin phim và quá trình sản xuất
Để tạo ra tính chân thực cho bộ phim, các diễn viên chính đã phải trải qua một khóa đào tạo về công việc và nghiệp vụ cảnh sát do Bộ Chỉ huy Huấn luyện (TRACOM) tiến hành tại HTA. Các cảnh hầu hết được quay tại các địa điểm ngoài trời ở nhiều khu vực khác nhau của Singapore và các cơ sở cảnh sát như Bộ phận Cảnh sát Tanglin và Khu phức hợp Cảnh sát.
C.L.I.F. là bộ phim truyền hình được xem nhiều thứ 2 trong năm 2011 với lượng người xem trung bình là 924000, tập cuối đã thu hút hơn 1041000 lượt xem. Bộ phim có số lượt streams trung bình mỗi tập cao nhất cho một kênh truyền hình Catch-Up của MediaCorp trên xinmsn với khoảng 47844 lượt.
Bộ phim nhận được phản hồi tích cực vì đã miêu tả chân thực về quá trình đấu tranh tìm kiếm sự thật cùng với những trở ngại mà các sĩ quan cảnh sát và gia đình họ phải đối mặt, mang lại cái nhìn khách quan hơn cho khán giả về công việc của những người thực hiện công lý, do trước đây hầu hết các phim về thủ tục cảnh sát của MediaCorp chủ yếu tập trung vào các cảnh hành động hoặc hài. Để đáp lại tình cảm của khán giả, MediaCorp tiếp tục hợp tác với Lực lượng Cảnh sát Singapore sản xuất phần thứ hai, hầu hết dàn diễn viên đều được giữ lại và quá trình quay phim bắt đầu vào cuối tháng 9. Trước khi quay, đoàn phim đã xác nhận Trịnh Bân Huy và Lý Mỹ Linh sẽ không tiếp tục đóng phần 2, đồng thời sẽ có thêm sự tham gia của Thụy Ân, Phương Triển Phát và Lý Nam Tinh trong vai trò các nhân vật mới. C.L.I.F. 2 sẽ ra mắt vào tháng 2 năm 2013.

## Các tập phim
| Tập | Thứ tự tập trong loạt phim | Ngày phát sóng      |
| --- | -------------------------- | ------------------- |
| 1 | 1                          | 31 tháng 5 năm 2011 |
| Một quả bom phát nổ trong thùng rác gần nơi các đại biểu và bộ trưởng nước ngoài đang dự họp. Cảnh sát nhận được một cuộc gọi bí ẩn thông báo một quả bom đã được gài ở bến xe buýt. Vào nửa đêm, một chiếc xe buýt trở về bến đã thực sự phát nổ. Hai vụ án này có liên quan với nhau không? Đội trưởng đội B của SIS Chung Dịch Đạt tích cực điều tra. |                            |                     |
| 2 | 2                          | 1 tháng 6 năm 2011  |
| Cảnh sát nhận được một cuộc gọi video, có một người đàn ông bị trói bị trói bên cạnh một thiết bị giống bom. Nghi phạm công khai thách thức cảnh sát qua đoạn video, ra thời hạn cho cảnh sát phải tìm thấy người đàn ông trong vòng 24 giờ, nếu không quả bom sẽ bị kích nổ. Chung Dịch Đạt cẩn thận xem kỹ đoạn video và phát hiện những điểm đáng ngờ... |                            |                     |
| 3 | 3                          | 2 tháng 6 năm 2011  |
| Cảnh sát nhanh chóng giải quyết vụ việc, người lên kế hoạch đánh bom hàng loạt đã bị cảnh sát bắt giam là một trẻ vị thành niên, vì bất mãn với cáo buộc vẽ bậy trước đó của bạn mình nên đã thách thức cảnh sát. Chung Dịch Đạt than thở rằng điều đáng lo ngại là những người dân đã quen với một môi trường an ninh tốt và họ không quan tâm đến những cuộc khủng bố phát sinh tiềm ẩn, vì vậy anh quyết định cố gắng hết sức để truyền đạt khái niệm chuẩn bị sẵn sàng đối đầu với nguy hiểm cho người dân. |                            |                     |
| 4 | 4                          | 3 tháng 6 năm 2011  |
| Một thi thể được tìm thấy trong vali gần Orchard Road và một thi thể phụ nữ khác cũng được tìm thấy trong rừng. Cả hai đều là người giúp việc Indonesia và đều chết vì bị siết cổ. Cảnh sát phát hiện ra bạn trai của nạn nhân Farah là Matius đã sử dụng thẻ ATM của Farah để rút tiền, hắn định trốn thoát khỏi Singapore bất hợp pháp bằng thuyền, Và một cuộc rượt đuổi trên biển xảy ra. |                            |                     |
| 5 | 5                          | 6 tháng 6 năm 2011  |
| Cảnh sát chỉ huy Tàu tuần tra ven biển Chương Sầm Lâm bắt giữ Matius với sự giúp đỡ của đội STAR, nhưng hắn không chịu nhận tội. Chung Dịch Đạt nhớ đến một vụ án phân xác trước đây, nạn nhân khi đó là Tiểu Vi đã bị thương và chậm phát triển trí tuệ do bất cẩn của anh, tên thủ phạm vô nhân đạo cũng không hối cải. Việc Matius chối tội đã khiến anh phải dạy cho Matius một bài học. |                            |                     |
| 6 | 6                          | 7 tháng 6 năm 2011  |
| Các vụ nổ bom xe trên ô tô liên tiếp xảy ra, một người góa vợ là Ổ Khải Hoa trở thành nghi phạm. Vợ anh ta đã tự tử sau khi biết anh ta ngoại tình. Chán nản và nợ nần, Ổ Khải Hoa bị đuổi việc và trốn các chủ nợ. Diệu Giai đặt câu hỏi cho con trai của Ổ Khải Hoa là Ổ Vĩnh Kiện và nhận thấy dường như cậu ta đang che giấu điều gì đó. |                            |                     |
| 7 | 7                          | 8 tháng 6 năm 2011  |
| Ổ Khải Hoa được chứng minh vô tội. Hoá ra người hàng xóm của anh là Dư Thiên Bảo mới là thủ phạm thực sự. Nguyên nhân là vì cháu trai của ông đã chết trong một vụ tai nạn giao thông cách đây một năm. Dư Thiên Bảo đã thiêu rụi những chiếc ô tô có mẫu giống hệt chiếc xe đã cán lên người đứa cháu của mình. |                            |                     |
| 8 | 8                          | 9 tháng 6 năm 2011  |
| Chương Sầm Lâm gia nhập SIS và làm việc dưới trướng của Chung Dịch Đạt. Vào ngày đầu tiên làm việc tại bộ phận mới, cô xử lý một vụ án giết người bằng súng, ngôi nhà của nạn nhân Vương Vĩnh Thái đã bị trộm sạch. Vợ anh tiết lộ rằng 10 năm trước, Vương Vĩnh Thái đã mang về nhà một số tiền lớn. Một ngày trước khi bị sát hại, ai đó đã vay tiền nạn nhân nhưng bị từ chối. Chương Sầm Lâm nghi ngờ đây là vụ giết người do thù hận.                                                                      |                            |                     |
| 9 | 9                          | 10 tháng 6 năm 2011 |
| Một trong những tên trộm có biệt danh là Ngô Công bị bắt, hắn đổ hết lỗi cho đồng phạm có biệt danh là Đầu Phong. Ngô Công khai rằng Đầu Phong vay tiền để góp vốn vào một doanh nghiệp nhưng đã bị Vương Vĩnh Thái từ chối, vì vậy đã bắt cóc để đòi tiền chuộc. Nhưng họ đã đánh nhau và trong cơn tức giận Dầu Phong đã giết Vương Vĩnh Thái, sau đó vào nhà trộm đồ. |                            |                     |
| 10 | 10                         | 13 tháng 6 năm 2011 |
| Đầu Phong chết trong một cuộc đấu súng với cảnh sát, nhưng Chương Sầm Sâm nhận thấy rằng Đầu Phong thuận tay trái, còn tay phải bị dị tật. Kẻ giết Vương Vĩnh Thái là một người thuận tay phải. Hóa ra Ngô Công chính là kẻ giết người. Trong một vụ án khác, một cô gái báo án bị một cảnh sát tấn công tình dục. SIS bắt đầu điều tra. |                            |                     |
| 11 | 11                         | 14 tháng 6 năm 2011 |
| Trịnh Cẩm Lương thừa nhận đã giao dịch quan hệ tình dục với Trương Dao, đổi lại không bắt cô ấy. Do đang tuyệt vọng sau khi chia tay với bạn gái Thẩm Mỹ Kỳ của mình, nên Trịnh Cẩm Lương đã chấp nhận giao dịch. Sau nhiều lần níu kéo quay lại nhưng bất thành, Trịnh Cẩm Lương mang súng đến nhà tìm Thẩm Mỹ Kỳ và cuối cùng bị bắt. |                            |                     |
| 12 | 12                         | 15 tháng 6 năm 2011 |
| Liên tiếp hai vụ nữ sinh đại học bị cảnh sát bạo hành, ảnh khỏa thân của họ đã bị công khai trên mạng. Một trong những nạn nhân là Tôn Lập Đình đã cố gắng tự tử. Từ những bức ảnh trên mạng, Liêu Tâm Di phát hiện ra các cô gái có những đặc điểm giống nhau và nghi ngờ các vụ án có liên quan đến nhau. Khi thẩm vấn, Tôn Lập Đình tiết lộ cô ấy biết nghi phạm là ai. |                            |                     |
| 13 | 13                         | 16 tháng 6 năm 2011 |
| Kiến trúc sư Hồng Thiêm Thành bị sát hại. Trước khi chết, nạn nhân đã ly thân với vợ Lâm Hân Huệ và đang giành quyền nuôi dưỡng đứa con gái 7 tuổi Hồng An Kỳ. Chung Dịch Đạt phát hiện nạn nhân đã chỉ định con gái mình là người thụ hưởng khoản tiền bảo hiểm lớn. Nếu vợ nạn nhân trở thành người giám hộ, khoản tiền ấy sẽ rơi vào tay cô ta. Chung Dịch Đạt nghi ngờ Lâm Hân Huệ có động cơ giết người.                                                                                                   |                            |                     |
| 14 | 14                         | 17 tháng 6 năm 2011 |
| Một phụ nữ tên Hoàng Lê Huyên bị sát hại theo cách tương tự như Hồng Thiêm Thành. Nhưng bạn trai cô là Lý Trí Minh chưa bao giờ gặp Hồng Thiêm Thành, cũng như Lâm Hân Huệ chưa gặp Hoàng Lê Huyên. Hai vụ án tưởng như không liên quan nhưng Liêu Tâm Di luôn cho rằng giữa họ dường như có mối liên hệ nào đó. Chung Dịch Đạt và và đồng đội tìm thấy một người đàn ông thiểu năng với manh mối dựa trên thẻ ez-link.                                                                                         |                            |                     |
| 15 | 15                         | 20 tháng 6 năm 2011 |
| Nghi phạm Thẩm Vỹ Trung bị Trương Quý Tường bắn chết, Hứa Văn Hùng hy sinh trong lúc làm nhiệm vụ. Cảnh sát phát hiện ra rằng Lâm Hân Huệ có vấn đề về tài chính nên đã dụ dỗ Thẩm Vỹ Trung giết Hồng Thiêm Thành để trở thành người giám hộ của con gái và lấy tiền bảo hiểm. Không ngờ âm mưu giết người đã bị Lý Trí Minh phát hiện, Vì ghen tuông do bạn gái Hoàng Lê Huyên ngoại tình nên Lý Trí Minh đã đe dọa Lâm Hân Huệ sai Thẩm Vỹ Trung để giúp anh ta giết Hoàng Lê Huyên.                          |                            |                     |
| 16 | 16                         | 21 tháng 6 năm 2011 |
| Liêu Tâm Di đã xử lý liên tiếp 3 vụ án rơi từ nhà cao tầng xuống và than thở rằng những người chọn cách tự tử không trân trọng cuộc sống của họ, cô cảm thấy thương cho những nạn nhân đã chọn cái chết thay vì sống tiếp. Đường Diệu Giai cảm thấy rằng những người chọn cách tự tử thường không đủ can đảm để đối mặt với vấn đề, đó là một hành động hèn nhát khi để lại vấn đề cho người sống giải quyết. Liêu Tâm Di nhớ lại ngày Đường Diệu Giai chăm sóc cô và cảm thấy biết ơn.                         |                            |                     |
| 17 | 17                         | 22 tháng 6 năm 2011 |
| Ông của Liêu Tâm Di là Liêu Hiển Xương bị A Cường, một tên trộm văn phòng có ý thức về công lý cứu giúp. Trương Quý Tường và Triệu Quốc Hoàng đang tuần tra đã đến sau khi nghe tin, Trương Quý Tường nhìn thấy bọn cướp và ráo riết truy đuổi chúng. A Cường thấy cảnh sát đến đã vội vàng bỏ chạy. Khi Trương Quý Tường đang đánh nhau với tên cướp thật thì anh nhớ đến cảnh hy sinh bi thảm của Hứa Văn Hùng nên đã chần chừ một lúc, tên cướp nhân cơ hội tẩu thoát.                                       |                            |                     |
| 18 | 18                         | 23 tháng 6 năm 2011 |
| Đường Diệu Thành đang hẹn hò tại một khách sạn thì thấy Đường Diệu Giai vào khách sạn để điều tra. Đường Diệu Giai phát hiện rằng tên cướp là một kỹ thuật viên trong đội bảo trì khách sạn tên Trần Đông Lai. Ngay khi Trần Đông Lai vừa xuất hiện, Đường Diệu Giai muốn bắt hắn nhưng lại bị đồng bọn của Trần Đông Lai tấn công, Đường Diệu Thành xuất hiện và giải cứu Đường Diệu Giai, cuối cùng hai anh em đã hòa hợp như xưa.                                                                            |                            |                     |
| 19 | 19                         | 24 tháng 6 năm 2011 |
| Liêu Tâm Di bị bắt cóc bởi các thành viên của băng nhóm "Quạ Đỏ" khi đang điều tra một vụ án bắt cóc. Tư Đồ Yến nghĩ rằng những kẻ bắt cóc có thể đang dùng Liêu Tâm Di để đe dọa cảnh sát, Đường Diệu Giai lo lắng khi hay tin. "Quạ Đỏ" âm mưu bắt cóc con gái của Liêm Thế Ân trong Hội nghị Thượng đỉnh An ninh Thế giới, cảnh sát đã đến kịp thời và bắn chết hung thủ. An Chính Nguyên, thủ lĩnh của "Quạ Đỏ", biết rằng kế hoạch đã thất bại và nói với Liêu Tâm Di rằng hắn sẽ bắt đầu Kế hoạch B.      |                            |                     |
| 20 | 20                         | 27 tháng 6 năm 2011 |
| An Chính Nguyên yêu cầu cảnh sát giao nộp Liêm Thế Ân, nếu không hắn sẽ giết Liêu Tâm Di. Đường Diệu Giai xem lại đoạn video và thấy Liêu Tâm Di đang gửi ám hiệu, anh cố gắng tìm vị trí của cô nhưng vô ích. Chương Sầm Lâm chỉ ra rằng có thể Liêu Tâm Di đang ám chỉ địa điểm khác, vì vậy các bộ phận cảnh sát đã đến các địa điểm để tìm kiếm. Chứng kiến thời gian đang đến gần từng phút từng giây, liệu cảnh sát có thể kịp thời tìm ra Liêu Tâm Di và giải quyết khủng hoảng?                         |                            |                     |

## Đề cử và giải thưởng
| Năm                                                      | Lễ trao giải                                             | Hạng mục                                                 | Diễn viên                                                        | Kết quả                                                  |
| Giải thưởng truyền hình châu Á – Asian Television Awards | Giải thưởng truyền hình châu Á – Asian Television Awards | Giải thưởng truyền hình châu Á – Asian Television Awards | Giải thưởng truyền hình châu Á – Asian Television Awards         | Giải thưởng truyền hình châu Á – Asian Television Awards |
| -------------------------------------------------------- | -------------------------------------------------------- | -------------------------------------------------------- | ---------------------------------------------------------------- | -------------------------------------------------------- |
| 2011                                                     | Giải thưởng truyền hình châu Á lần thứ 16                | Nam diễn viên chính xuất sắc nhất                        | Trịnh Bân Huy (vai Chung Dịch Đạt)                               | Đề cử                                                    |
| Giải thưởng Hồng Tinh – Star Awards                      |                                                          |                                                          |                                                                  |                                                          |
| 2012                                                     | Show 1 Lễ trao giải Hồng Tinh lần thứ 18                 | Diễn viên mới xuất sắc nhất                              | Trần La Mật Âu (vai Hứa Văn Hùng)                                | Đề cử                                                    |
| 2012                                                     | Show 1 Lễ trao giải Hồng Tinh lần thứ 18                 | Nam nhân vật được yêu thích nhất                         | Huỳnh Tuấn Hùng (vai Trương Quý Tường)                           | Đoạt giải                                                |
| 2012                                                     | Show 1 Lễ trao giải Hồng Tinh lần thứ 18                 | Cặp đôi màn ảnh được yêu thích nhất                      | Thích Ngọc Vũ (vai Đường Diệu Giai) Bạch Vi Tú (vai Liêu Tâm Di) | Đề cử                                                    |
| 2012                                                     | Show 1 Lễ trao giải Hồng Tinh lần thứ 18                 | Đạo diễn xuất sắc nhất                                   | Trương Long Mẫn                                                  | Đoạt giải                                                |
| 2012                                                     | Show 1 Lễ trao giải Hồng Tinh lần thứ 18                 | Quay phim xuất sắc nhất                                  | Liêu Vĩnh Tùng                                                   | Đề cử                                                    |
| 2012                                                     | Show 1 Lễ trao giải Hồng Tinh lần thứ 18                 | Thiết kế bối cảnh xuất sắc nhất                          | Hồ Phúc Long                                                     | Đề cử                                                    |
| 2012                                                     | Show 1 Lễ trao giải Hồng Tinh lần thứ 18                 | Biên tập xuất sắc nhất                                   | Lý Minh Huy                                                      | Đề cử                                                    |
| 2012                                                     | Show 2 Lễ trao giải Hồng Tinh lần thứ 18                 | Nam diễn viên chính xuất sắc nhất                        | Thích Ngọc Vũ (vai Đường Diệu Giai)                              | Đề cử                                                    |
| 2012                                                     | Show 2 Lễ trao giải Hồng Tinh lần thứ 18                 | Phim truyền hình xuất sắc nhất                           | —                                                                | Đề cử                                                    |

## Thông tin thêm
Đến thời điểm hiện tại, loạt phim có 5 phần, mỗi phần nói về những bộ phận cảnh sát khác nhau như Cảnh sát giao thông, Cục điều tra hình sự, Phòng thương mại, Đơn vị kiểm soát cộng đồng, Lực lượng cảnh sát bảo vệ bờ biển,...
Một loạt phim tương tự là Vệ quốc tiên phong gồm 2 phần phát sóng lần lượt vào năm 2017 và 2022. Loạt phim được sản xuất nhằm kỷ niệm 50 năm và 55 năm thực hiện chính sách Nghĩa vụ quân sự quốc gia của Singapore (NS) với sự tài trợ và hợp tác bởi Bộ Quốc phòng và Bộ Nội vụ.